# Zebiniso Rustamova
Zebiniso Rustamova, född 29 januari 1955, var en sovjetisk idrottare som tog individuellt OS-brons i bågskytte vid olympiska sommarspelen 1976.